# Half-Minute Hero
Half-Minute Hero ((勇者３０ Yūsha Sanjū, littéralement « Héros 30 ») est un jeu vidéo de type action-RPG développé par Marvelous Entertainment, sorti en 2008 sur PlayStation Portable, Xbox Live Arcade (sous le titre Half-Minute Hero: Super Mega Neo Climax) et Windows (sous le titre Half-Minute Hero: Super Mega Neo Climax Ultimate Boy). Il a pour suite Half-Minute Hero: The Second Coming.

## Système de jeu
Le jeu propose six modes qui reposent chacun sur une mécanique basée sur la limite de temps (égale à trente secondes comme le titre du jeu l'indique).

## Accueil
- IGN : 8,8/10[1]